# Felix Wendelin
Felix Wendelin (* 13. August 1992 in Eisenstadt) ist ein österreichischer Fußballspieler.

## Karriere
Wendelin begann seine Karriere beim SV Gols. 2006 kam er an das BNZ Burgenland, in dem er zuletzt im November 2009 spielte. Im März 2010 stand er gegen den ASK Baumgarten erstmals im Kader seines Stammklubs SC Neusiedl am See. Im April 2010 debütierte er für Neusiedl in der Regionalliga, als er am 30. Spieltag der Saison 2009/10 gegen den SC Ostbahn XI in der Startelf stand. Bis Saisonende kam er zu drei weiteren Einsätzen für Neusiedl in der Regionalliga, die Saison beendete er mit den Burgenländern auf dem siebten Tabellenrang.
In der Saison 2010/11 kam Wendelin in sechs Spielen in der Regionalliga zum Einsatz und blieb dabei ohne Torerfolg. Zu Saisonende lag er mit Neusiedl auf dem achten Tabellenplatz. In der Saison 2012/13 wurde er mit seinem Verein jedoch Vorletzter der Regionalliga Ost und musste somit in die Landesliga absteigen. Auf einen Nichtabstiegsplatz fehlte dem Verein ein Punkt. In jener Saison kam Wendelin zu drei Einsätzen in der Regionalliga. In der Saison nach dem Abstieg belegte er mit dem Verein in der Saison 2012/13 den achten Platz in der burgenländischen Landesliga.
Zur Saison 2013/14 wechselte Wendelin zum Zweitligaaufsteiger SC-ESV Parndorf 1919. Im Februar 2014 debütierte er für Parndorf in der zweiten Liga, als er am 20. Spieltag jener Saison gegen den First Vienna FC in der 81. Minute für Richard Stern eingewechselt wurde. Im Mai 2014 stand er am 33. Spieltag gegen den SCR Altach erstmals in der Startelf von Parndorf. Bis Saisonende kam er insgesamt zu sechs Einsätzen in der zweithöchsten Spielklasse, in denen er ohne Torerfolg blieb. Zu Saisonende belegte er mit dem Aufsteiger den neunten und somit vorletzten Tabellenrang, womit man in der Relegation um den Klassenerhalt spielen musste. In dieser scheiterte man jedoch gegen den Meister der Regionalliga Mitte, den LASK, nach einer Niederlage und einem Remis und musste somit in die Regionalliga absteigen. Wendelin kam in den Relegationspartien nicht zum Einsatz.
Nach dem Abstieg konnte er im August 2014 bei einem 3:0-Sieg gegen den SV Stegersbach sein erstes Tor in der Regionalliga erzielen. Bis zum Ende der Saison 2014/15 absolvierte er 21 Spiele in der Regionalliga und erzielte dabei zwei Tore. Mit Parndorf beendete er die Saison als Vizemeister hinter dem SC Ritzing. Da den Ritzingern allerdings die Lizenz für die zweithöchste Spielklasse verweigert worden war, durfte er mit Parndorf an der Relegation um den Aufstieg teilnehmen. In dieser scheiterte man jedoch wie in der Vorsaison am Meister der Regionalliga Mitte, dem SK Austria Klagenfurt, nach einem Sieg und einer Niederlage mit einem Gesamtscore von 5:3. Wendelin kam in beiden Spielen gegen die Kärntner über die volle Distanz zum Einsatz. Somit nahm er mit den Burgenländern auch in der Saison 2015/16 an der Regionalliga teil, in der in jener Saison 18 Spiele absolvierte und dabei zwei Tore erzielte. Mit dem Aufstieg hatte man jedoch in dieser Saison nichts mehr zu tun, man beendete die Saison mit 27 Punkten Rückstand auf den Meister SV Horn als Siebter. In der Saison 2016/17 platzierte er sich mit Parndorf auf dem neunten Tabellenrang, Wendlin absolvierte in jener Spielzeit 21 Regionalligaspiele und erzielte dabei ein Tor.
In der Saison 2017/18 kam er in 30 von 31 Saisonspielen zum Einsatz, lediglich in der 15. Runde fehlte er gegen den ASK Ebreichsdorf gesperrt. Mit Parndorf beendete er jene Saison als 13. in der Tabelle.